# El violinista (Gargallo)
El violinista es una escultura hecha por Pablo Gargallo el 1920 y que actualmente se conserva en el Museo Nacional de Arte de Cataluña. La obra fue adquirida en la «Exposición de Arte» de Barcelona de 1920.

## Historia
Pablo Gargallo creó El violinista clavando y soldando planchas de plomo sobre un alma de madera. Actualmente, la superficie de la escultura está deformada con ampollas debido a la incompatibilidad entre los dos materiales. El análisis del compuesto blanco que se ha formado en el interior de algunas planchas de plomo ha confirmado la corrosión por carbonatación, una degradación iniciada debido a los compuestos orgánicos volátiles emitidos por la madera, que se ha ido agravando con los años.
Para evaluar el grado de afectación del plomo y conocer el interior del Violinista ha recurrido a una técnica no destructiva, capaz de penetrar el plomo: la radiografía de neutrones. El estudio, pionero en España, se ha llevado a cabo en Paul Scherrer Institut de Suiza.
Con las tomografías obtenidas se ha podido conocer la técnica de ejecución del escultor y se han realizado los mapas de alteraciones, con la localización de las zonas interiores afectadas. Los resultados han sido fundamentales para concretar cuál debe ser la intervención en la escultura.